# Variedade pseudorriemanniana
Em geometria diferencial, uma variedade pseudorriemanniana, também chamada de variedade semirriemanniana, é uma variedade diferenciável equipada com um tensor métrico (0,2)-diferenciável, simétrico, que é não degenerado em cada ponto da variedade.
Este tensor se chama um tensor métrico pseudorriemanniano, e generaliza o tensor métrico riemanniano ao não obrigar o tensor a ser positivo definido. As variedades pseudorriemannianas generalizam o conceito de variedade riemanniana.
Um tipo especial de variedade pseudorriemanniana são as bandas lorentzianas ou variedades de Lorentz (em honra a Hendrik Antoon Lorentz). Estas variedades têm a propriedade de ter assinatura métrica (1,n-1) quando a variedade tem dimensão n. As variedades lorentzianas têm seu interesse na teoria da relatividade geral, já que um dos supostos básicos é que o espaço-tempo pode modelizar-se como uma variedade pseudorriemanniana de quatro dimensões de assinatura (1,3), quer dizer, a variedade pode ser interpretada como formada por uma dimensão temporal e três dimensões espaciais.